# Dorcic
Dorcic ist der antike Name einer römischen Stadt in der Provinz Britannien. Es ist das heutige Dorchester-on-Thames. Der alte Name Dorcic ist jedoch erst bei Beda Venerabilis  (* um 673 – 735) überliefert.
Der Ort war vielleicht schon in vorrömischer Zeit von Bedeutung. Unter den Römern wurde hier um 60 n. Chr. ein Militärlager errichtet, doch sind die Belege dafür eher spärlich. Das Lager wurde um 90 n. Chr. aufgegeben und es entstand eine kleine Stadt, die am Ende des zweiten Jahrhunderts eine Stadtmauer erhielt. Diese bestand zunächst aus einem Erdwall mit Graben. Im dritten Jahrhundert wurde eine Steinmauer hinzugefügt. Die Mauer umschloss ein rechteckiges Gebiet von vielleicht 4 Hektar, wobei der Mauerverlauf und die Ausdehnung der Stadt vor allem im Osten weitgehend unbekannt sind.
Die Wohnbebauung der Stadt bestand zunächst aus Holzbauten, die später durch solche aus Stein ersetzt wurden. Im Stadtgebiet fanden sich Reste von Wandmalereien und Fußböden. Es gibt kaum Belege für Handwerk im Stadtgebiet, so dass der Ort wohl eher als Marktflecken und lokales landwirtschaftliches Zentrum diente.
Im Stadtgebiet fand sich ein Altar, der Jupiter nennt, der hier vielleicht verehrt wurde. Außerhalb der Stadt fanden sich Friedhöfe, einer im Norden und ein weiterer im Südosten der Stadt. Im Osten gab es ein eventuell christliches Gräberfeld, das bis in das sechste Jahrhundert belegt wurde und das Fortbestehen der Stadt bis ins Mittelalter belegt. Es gibt bisher keine Belege für Vorstädte. Der Ort lag im Bereich der Civitas der Catuvellaunen.